# Troncal 9
La troncal 9 es una carretera nacional o eje vial de primer orden que hace la mayor parte de su recorrido en sentido Oeste-Este, y que une 4 entidades federales venezolanas pertenecientes a la región Capital y a la Región Nor-Oriental. Parte desde Caracas, capital de la República, en el Distribuidor La Gaviota de la Autopista Valle-Coche y culmina en la ciudad de Güiria en la Avenida Principal. En la mayor parte de su recorrido es una carretera tipo autovía o Autopista.

## Tramos
La componen muchos tramos de vialidad, que reciben distintos nombres dependiendo de la localidad de origen y de llegada. Los tramos más importantes son:
- Autopista Gran Mariscal de Ayacucho, que parte desde el Distribuidor Metropolitano de Caracas, cruza los estados Miranda, Anzoátegui y finaliza en el Distribuidor Bermúdez Cumaná, estado Sucre. La autopista solo está concretada en los tramos Caracas-Guatire, Guatire-Caucagua, Caucagua-Higuerote, Píritu-Barcelona, Santa Fé-Cumaná.

- Carretera Vieja Petare-Guarenas, que parte desde Petare hasta la Urbanización La Vaquera de Guarenas, antes de la construcción de la Autopista, por aquí pasaba la carretera.

- Carretera Vieja Araira-Caucagua, que parte desde el sector El Rodeo de Guatire y llega hasta el Distribuidor Aragüita de Caucagua, donde se conecta con la autopista y la Troncal 12.

- Autopista Caucagua-Higuerote, vía principal que conecta a Caracas con los pueblo de Higuerote y Río Chico, finaliza en el sector Aeropuerto de Higuerote.

- Carretera de Barlovento, vía principal que es conocida por atravesar en su totalidad la Selva de Barlovento, parte desde el distribuidor Merecure de Caucagua y llega hasta el Peaje de Playa Pintada en los límites con Anzoátegui. Este tramo por los momentos constituye la única vía de acceso al Oriente del país hasta tanto se culminen todos los tramos de la Autopista Gran Mariscal de Ayacucho.

- Carretera Boca de Uchire-Clarines, que parte desde Boca de Uchire y llega hasta Clarines donde se conecta con la Troncal 11.

- Carretera Clarines-Píritu, que parte desde Clarines y llega hasta el Distribuidor Pueblo Viejo de Píritu, desde aquí inicia el nuevo tramo de la autopista y por aquí se conecta Caracas con Puerto Píritu.

- Autopista Píritu-Barcelona, Vía Principal que parte desde el Distribuidor Pueblo Viejo hasta el Distribuidor Los Mesones de Barcelona, donde se conecta con la Troncal 16 y la Autopista Barcelona-Anaco.

- En la Gran Barcelona, parte desde el Distribuidor Los Mesones, pasando por la Vía Alterna y por la Avenida Municipal hasta llegar a la Redoma de Guaraguao.

- Carretera Puerto La Cruz-Santa Fé, que parte desde la Redoma de Guaraguao hasta la población de los Puertos de Santa Fé.

- Autopista Santa Fé-Cumaná, que parte desde Santa Fé atravesando las poblaciones del Tacal y el Peñón y llega hasta el Distribuidor Bermúdez de Cumaná.

- Carretera Cumaná-Cariaco, que parte desde Cumaná atravesando las poblaciones de Marigüitar, San Antonio del Golfo y Cerezal y llega hasta la Redoma Los Fundadores de Cariaco.

- Carretera Cariaco-Carúpano, que parte desde Cariaco, atravesando la población de Casanay, y llega hasta la ciudad de Carúpano.

- Carretera de Paria, último tramo de la Troncal que parte desde Carúpano, atravesando las poblaciones de Río Caribe, Yaguaraparo, El Morro de Puerto Santo y Maracapana, recorre la península en toda su totalidad y finaliza en la ciudad de Güiria

## Tramos en Construcción
- Higuerote-El Guapo
- El Guapo-Playa Pintada
- Uchire-Unare-Clarines
- Clarines-Píritu
- Cumaná-Cariaco